# Pterocarpus

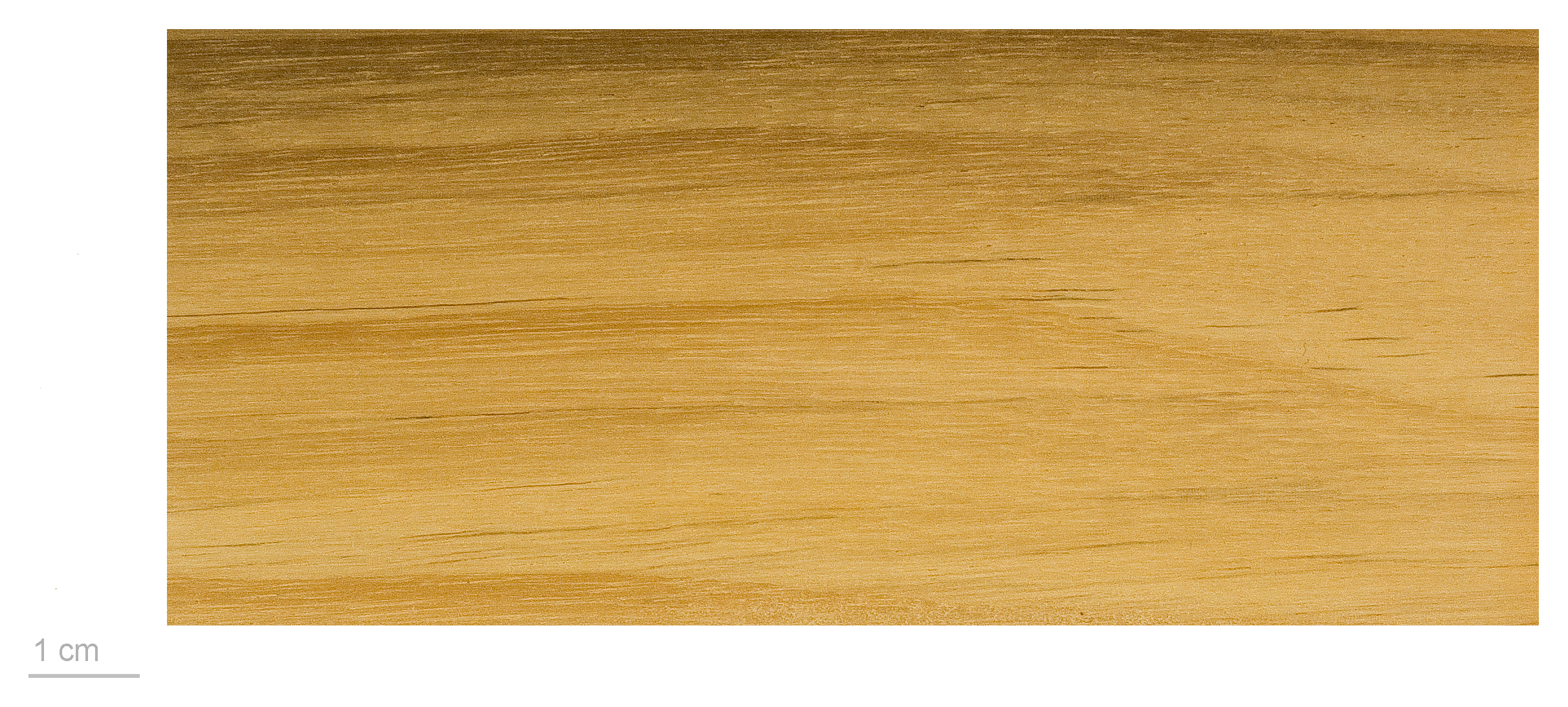
Pterocarpus officinalis

Pterocarpus es un género de plantas con flores con 35 especies perteneciente a la familia Fabaceae. Comprende 255 especies descritas y de estas, solo 66 aceptadas.

## Descripción
Son árboles inermes, con corteza internamente produciendo una savia roja. Hojas imparipinnadas; folíolos mayoritariamente alternos, estipelas ausentes; estípulas diminutas, comúnmente caducas. Inflorescencias racemosas o paniculadas, axilares o terminales, brácteas y bractéolas pequeñas, lineares a angostamente triangulares, frecuentemente caducas en la antesis; cáliz 5-lobado, turbinado a campanulado, los dientes superiores comúnmente más grandes; pétalos unguiculados, amarillos a anaranjado brillantes, el estandarte a veces con una mancha violeta o rosada en el medio; estambres 10, monadelfos o diadelfos con el vexilar libre; ovario sésil o estipitado, piloso o glabro, 2–8-ovulado, estigma diminuto, terminal. Frutos orbiculares u ovalado-oblongos, comprimidos, indehiscentes, la porción seminífera aplanada o variadamente engrosada, el ala membranácea a coriácea; semillas 1–3 (–4), reniformes a oblongas, aplanadas a algo gruesas, cafés a negruzcas, hilo y arilo marginal.

## Taxonomía
El género fue descrito por Nikolaus Joseph von Jacquin y publicado en Selectarum Stirpium Americanarum Historia ... 283. 1763. La especie tipo es: Pterocarpus officinalis Jacq.
Etimología
Pterocarpus: nombre genérico que deriva de  palabras griegas latínizada que significan "fruto alado", en referencia a la inusual forma de las vainas de semillas de este género.

## Especies
Unas 35 especies están aceptadas:
| - Pterocarpus acapulcensis Rose - Pterocarpus albopubescens Hauman - Pterocarpus amazonum (Benth.) Amshoff - Pterocarpus angolensis – Kiaat - Pterocarpus antunesii (Taub.) Harms - Pterocarpus brenanii - Pterocarpus claessensii De Wild. - Pterocarpus dalbergioides - Pterocarpus echinatus Pers. - Pterocarpus erinaceus – Muninga, Barwood, Vène - Pterocarpus gilletii De Wild. - Pterocarpus hockii De Wild. - Pterocarpus homblei De Wild. - Pterocarpus indicus - Pterocarpus lucens Guill. & Perr. - Pterocarpus macrocarpus – Burmese Padauk - Pterocarpus marsupium | - Pterocarpus mildbraedii Harms - Pterocarpus mutondo De Wild. - Pterocarpus officinalis Jacq. - árbol de la sangre de drago cartagenera - Pterocarpus orbiculatus DC. - Pterocarpus osun Craib - Pterocarpus rohrii Vahl - Pterocarpus rotundifolius (Sond.) Druce - Pterocarpus santalinoides – Mututi - Pterocarpus santalinus L.f. - naga de Filipinas, narra de Filipinas, sándalo bermejo de Filipinas, sándalo colorado de Filipinas, sándalo rojo de Filipinas. - Pterocarpus soyauxii - Pterocarpus ternatus Rizzini - Pterocarpus tessmannii Harms - Pterocarpus tinctorius Welw. - Pterocarpus velutinus De Wild. - Pterocarpus villosus (Benth.) Benth. - Pterocarpus violaceus Vogel - Pterocarpus zehntneri Harms - Pterocarpus zenkeri Harms |